# Lorenzo Monaco
Lorenzo Monaco (česky též Mnich Vavřinec), narozen jako Piero di Giovanni (asi 1370 Siena – asi 1425 Florencie) byl italský malíř a iluminátor období pozdní gotiky. Jeho následovníkem byl Fra Angelico.

## Život
Žil v kamaldulské poustevnické osadě Campa di Malpolo u Arezza Jako malíř se patrně vyškolil ve Florencii, v dílně Agnola Gaddiho (1350 - 1396), se kterým později spolupracoval na predelle oltáře pro kapli Nobili v kostele Santa Maria degli Angeli (1387). Roku 1390 vstoupil do florentského kamaldulského kláštera Santa Maria degli Angeli. Po složení slibu roku 1391 byl znám jako Don Lorenzo (Lorenzo Monaco, česky Mnich Vavřinec). Zprvu působil v klášterním skriptoriu jako iluminátor rukopisů. Tři z nich, datované 1394-1396, jsou nyní uloženy ve florentské Medicejské knihovně u sv. Vavřince. Ve stejné době namaloval několik menších obrazů s náboženskými tématy.
Lorenzo Monaco byl od roku 1494 děkanem kostela. V letech 1398-1400 maloval polyptych pro kapli Ardinghelli kostela Carmine. Po roce 1402 žil mimo klášter a stal se členem malířského cechu pod svým původním jménem Piero di Giovanni. Zachoval si vazby s klášterem a roku 1414 pro něj namaloval monumentální Korunovaci panny Marie (nyní Gallerie Uffizi). Klášter mu roku 1415 prodal protější dům a ateliér za zlomek ceny. Malíř je naposled zmiňován roku 1422, ale Vasari soudí, že se mohl dožít roku 1425. Lorenzo Monaco byl pohřben v klášterním kapitulním domě.

## Dílo

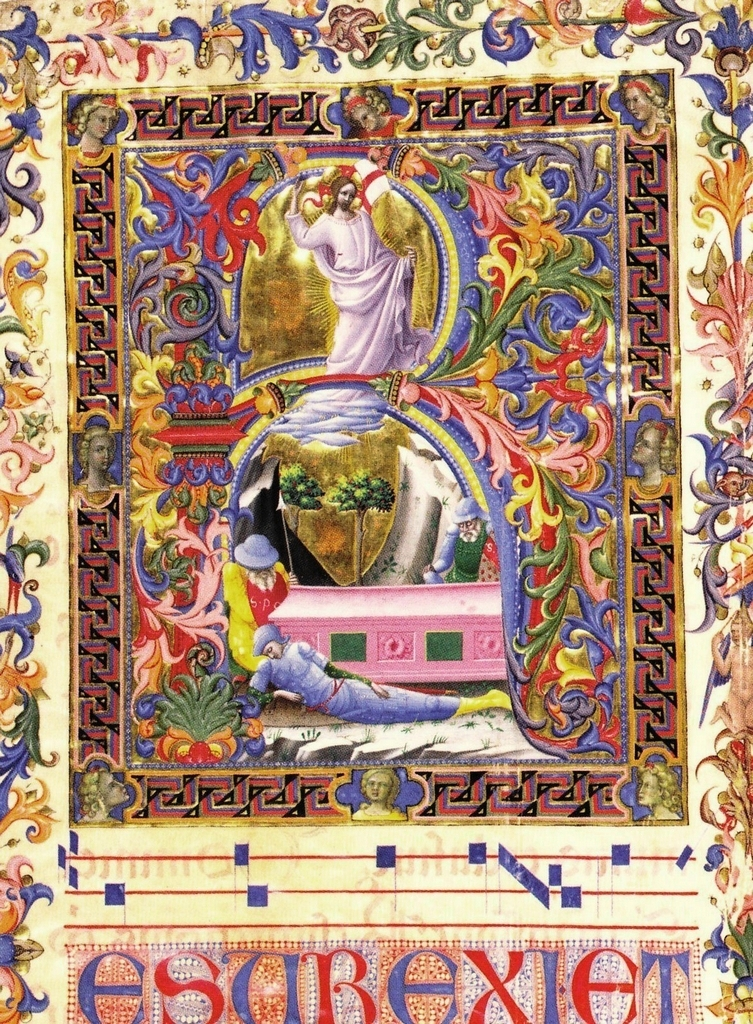
Graduál (1410), Biblioteca Medicea Laurenziana, Florencie

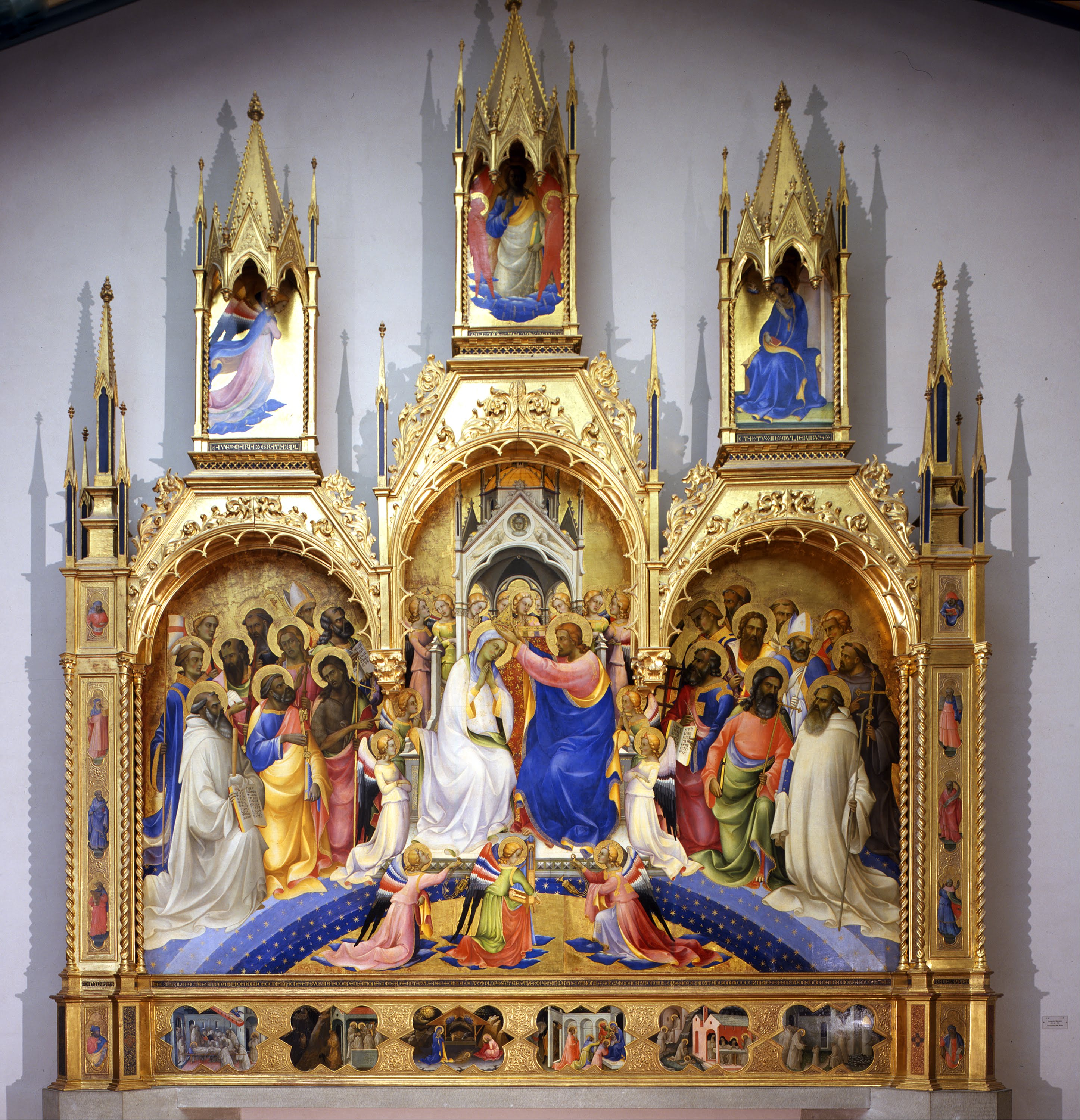
Korunovace Panny Marie (1414), Uffizi - Google Art Project

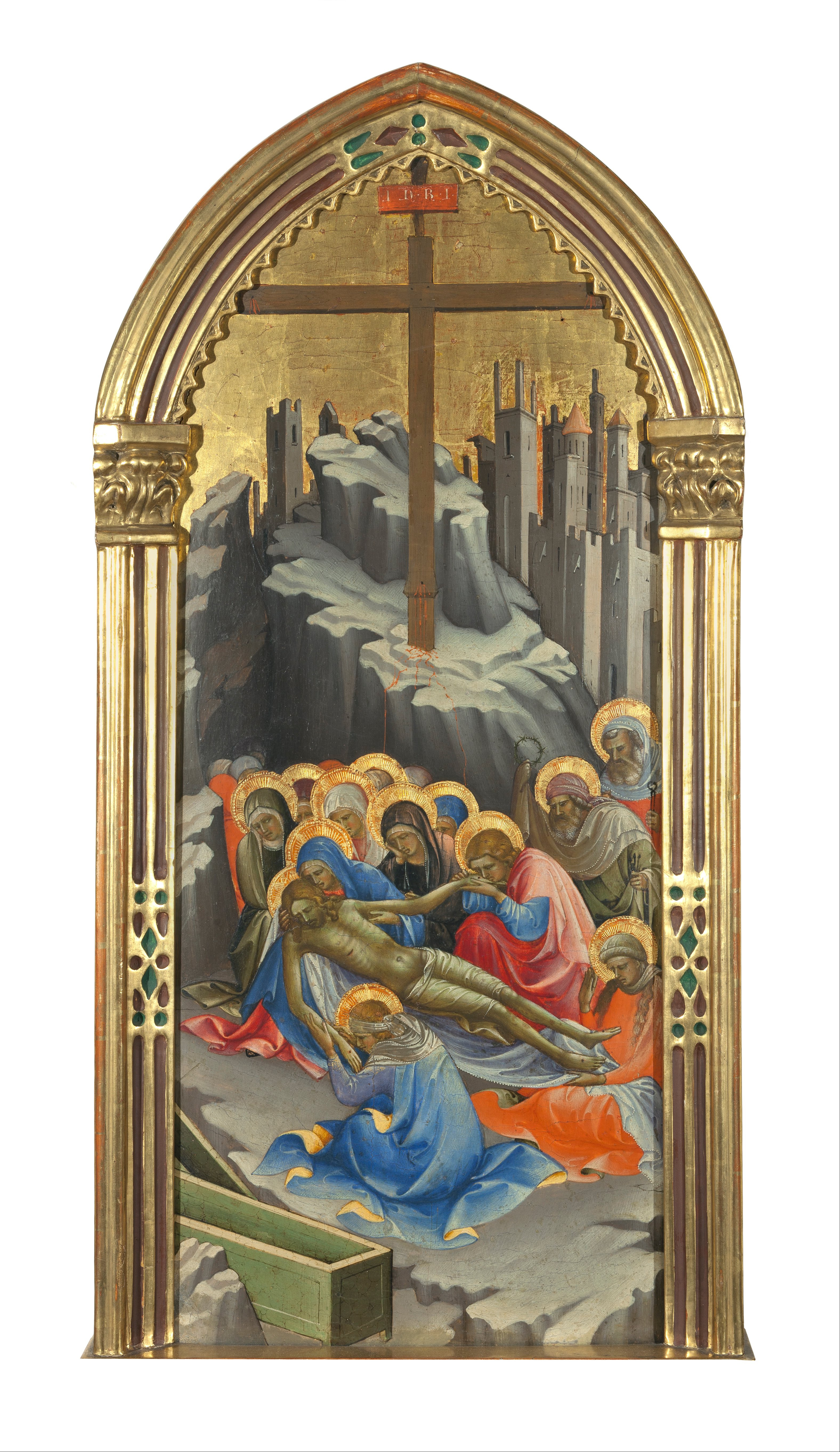
Oplakávání Krista (1408), Národní galerie v Praze - Google Art Project

Lorenzo Monaco ve Florencii navázal na tradici malby Giotta a jeho následovníků, Spinello Aretino a Agnolo Gaddi a na přelomu století na neo-Giottovské gotizující tendence, šířené zejména v okruhu malíře Niccolò Gerini. Z této doby pocházejí gotizující díla se silným spirituálním nábojem, bez profánních prvků a se zlaceným pozadím (Pietà, Gallerie dell'Accademia, Florencie).
Po roce 1404 ho ovlivnila raná díla Lorenza Ghibertiho, který vytvořil reliéfy pro dveře Baptisteria a také Gherardo Starnina, který přinesl do Itálie novou inspiraci mezinárodní gotikou po svém pobytu ve španělské Valencii, spočívající zejména v zářivé barevnosti. Tyto podněty vedly Dona Lorenza kolem poloviny desetiletí k větší uvolněnosti kresby, aristokratickému zjemnění gest, neobvyklé kombinaci a kaligrafické svítivosti barev a splývání linií. Pozdější práce se vyznačují větší formální jednoduchostí a klidnější náladou, zjemněním barevnosti a zvláštní tajemnou atmosférou.
Lorenzova procítěná zbožnost se projevila i ve scéně Oplakávání Krista (1408, Národní galerie v Praze). Obraz, který je horizontálně odlišen barevností, má v pozadí nehostinnou opuštěnou a ponurou krajinu, které dominuje velký kříž, šedé skály a vysoké věže a hradby Jeruzaléma. V popředí je skupina postav která vychází formálně z kompozice Giotta v kapli Scrovegni (1305), ale scéna postrádá monumentálnost a je mnohem intimnější. Diagonální členění kompozice soustřeďuje pozornost k ležícímu tělu mrtvého Krista, rámovanému skloněnými tvářemi truchlících se svatozářemi a jejich barevnými rouchy.
Lorenzo Monaco patří k posledním zástupcům slohu mezinárodní gotiky. Jeho postavy jsou štíhlé, mají měkké splývavé linie a bohatě řasené drapérie. Jeho původní školení v knižních iluminacích se projevuje smyslem pro detail, pečlivou modelací tváří i výraznou zářivou barevností. Jeho pokračovatelem byl Fra Angelico.

### Známá díla
- 1390-1400 Tři zpěvníky zdobené miniaturami, Biblioteca Medicea Laurenziana
- 1395 Stětí sv. Kateřiny, Gemäldegalerie, Berlín
- cca 1395-1400 Modlitba v zahradě, Galleria dell'Accademia
- 1400 Madona s dítětem, Kaiser-Friedrich Museum, Berlín
- 1400 Madona s dítětem, Pinacoteca Nazionale, Bologna
- 1404 Pieta, Galleria dell'Accademia, Florencie
- 1404 Bolestný Kristus, Galleria dell'Accademia, Florencie
- 1406-1410 Narození Krista, Metropolitan Museum of Art, New York
- 1407-1409 Sv. Benedikt, National Gallery, Londýn
- 1408 Oplakávání Krista (střední část triptychu), Národní galerie v Praze, 1939 [6]
- 1408 Kristus na hoře Olivetské, Tři Marie u hrobu (křídla oltáře s Oplakáváním Krista), Louvre
- 1409 Narození Krista, Metropolitan Museum of Art, New York
- 1410 Polyptych Trůnící Panna Marie na trůně a světci, Galleria dell'Accademia
- 1410 Oltář s Kristem na hoře Olivetské, Palazzo Davanzati, Florencie
- 1410-1415 Triptych zvěstování, Galleria dell'Accademia
- 1414 Scéna z života sv. Benedikta (predela oltáře), Galleria degli Uffizi
- 1414 Narození Krista (predela oltáře), Galleria degli Uffizi
- 1414 Korunovace Panny Marie, Galleria degli Uffizi
- 1420-1422 Klanění tří králů, Galleria degli Uffizi
- kolem roku 1420, Madonna s dítětem a dvěma anděly, Lichtenštejnské muzeum, Vídeň
- 1420-1421 Klanění tří králů, Galleria degli Uffizi
- 1420-1422 oltář kostela Sant'Egidio ve Florencii, Galleria degli Uffizi
- 1420-1425 Život Panny Marie, kaple Bartolini Salimbeni, Santa Trinita (Florencie)
- 1420-1425 Zvěstování, kaple Bartolini Salimbeni, Santa Trinita (Florencie)
- Ukřižování s truchlícími, chiesa di San Giovannino dei Cavalieri, Florencie
- Madonna s dítětem, Územní opatství Nejsvětější Trojice, Cava de' Tirreni
- 1. čtvrtletí 15. století, Marie s dítětem, National Gallery of Scotland, Edinburgh
- 1. čtvrtletí 15. století, Trůnící Madonna, Fitzwilliam Museum, Cambridge
- 1. čtvrtletí 15. století, Korunovace Marie, Courtauld Institute of Art, Londýn
- 1. čtvrtletí 15. století, sv. Jeroným, Rijksmuseum, Amsterdam